# Velika nagrada Bahrajna 2010
Velika nagrada Bahrajna 2010 je bila prva dirka Svetovnega prvenstva Formule 1 v sezoni 2010. Odvijala se je 14. marca 2010 na dirkališču Bahrain International Circuit pri Sahirju. Dirka je prvič in doslej edinikrat potekala na različici steze, ki je namenjena vzdržljivostnim dirkam in skoraj za kilometer daljša v primerjavi z navadno stezo za Velike nagrade. Poleg tega je bila prva dirka pod novim sistemom točkovanja, po treh letih je tudi ponovno nastopil sedemkratni prvak Michael Schumacher. Zmagal je Fernando Alonso na svoji prvi dirki za Ferrari, drugo mesto je osvojil njegov moštveni kolega Felipe Massa, za katerega je bila to prva dirka po poškodbi v predhodni sezoni, tretji pa je bil Lewis Hamilton.
Prvič so se predstavila tri nova moštva Hispania, Virgin in Lotus, slednji ni direktno povezan z nekdanjim uspešnim moštvom Team Lotus, debi v Formuli 1 pa so doživeli Nico Hülkenberg, Karun Čandok, Bruno Senna, Lucas di Grassi in Vitalij Petrov. Po treh letih sta ponovno dirkala Michael Schumacher in Pedro de la Rosa, prvič po poškodbi v sezoni 2009 pa tudi Felipe Massa. 
Sebastian Vettel, ki je štartal z najboljšega štartnega položaja, je v prvem delu dirke vodil, po prvih in za večino dirkačev edinih postankih v boksih pa sta ga zaradi okvare na vžigalnih svečkah motorja dohitela in prehitela Fernando Alonso in Felipe Massa. Lewis Hamilton, ki je ob postankih v boksih prehitel do tedaj četrtega Nica Rosberga, je tudi uspel prehiteti Vettla in se prebiti na tretje mesto, Rosberg pa se mu je v zadnjih krogih uspel približati, toda ostal je peti. Michael Schumacher je svojo prvo dirko po treh letih končal na šestem mestu, točke pa so osvojili še aktualni prvak Jenson Button, Mark Webber, Vitantonio Liuzzi in Rubens Barrichello. 

## Rezultati

### Kvalifikacije
| Poz | Št | Dirkač             | Konstruktor          | 1. del   | 2. del   | 3. del   | Št. m. |
| --- | -- | ------------------ | -------------------- | -------- | -------- | -------- | ------ |
| 1   | 5  | Sebastian Vettel   | Red Bull-Renault     | 1:55,029 | 1:53,883 | 1:54,101 | 1      |
| 2   | 7  | Felipe Massa       | Ferrari              | 1:55,313 | 1:54,331 | 1:54,242 | 2      |
| 3   | 8  | Fernando Alonso    | Ferrari              | 1:54,612 | 1:54,172 | 1:54,608 | 3      |
| 4   | 2  | Lewis Hamilton     | McLaren-Mercedes     | 1:55,341 | 1:54,707 | 1:55,217 | 4      |
| 5   | 4  | Nico Rosberg       | Mercedes             | 1:55,463 | 1:54,682 | 1:55,241 | 5      |
| 6   | 6  | Mark Webber        | Red Bull-Renault     | 1:55,298 | 1:54,318 | 1:55,284 | 6      |
| 7   | 3  | Michael Schumacher | Mercedes             | 1:55,593 | 1:55,105 | 1:55,524 | 7      |
| 8   | 1  | Jenson Button      | McLaren-Mercedes     | 1:55,715 | 1:55,168 | 1:55,672 | 8      |
| 9   | 11 | Robert Kubica      | Renault              | 1:55,511 | 1:54,963 | 1:55,885 | 9      |
| 10  | 14 | Adrian Sutil       | Force India-Mercedes | 1:55,213 | 1:54,996 | 1:56,309 | 10     |
| 11  | 9  | Rubens Barrichello | Williams-Cosworth    | 1:55,969 | 1:55,330 |          | 11     |
| 12  | 15 | Vitantonio Liuzzi  | Force India-Mercedes | 1:55,628 | 1:55,623 |          | 12     |
| 13  | 10 | Nico Hülkenberg    | Williams-Cosworth    | 1:56,375 | 1:55,857 |          | 13     |
| 14  | 22 | Pedro de la Rosa   | BMW Sauber-Ferrari   | 1:56,428 | 1:56,237 |          | 14     |
| 15  | 16 | Sébastien Buemi    | Toro Rosso-Ferrari   | 1:56,189 | 1:56,265 |          | 15     |
| 16  | 23 | Kamui Kobajaši     | BMW Sauber-Ferrari   | 1:56,541 | 1:56,270 |          | 16     |
| 17  | 12 | Vitalij Petrov     | Renault              | 1:56,167 | 1:56,619 |          | 17     |
| 18  | 17 | Jaime Alguersuari  | Toro Rosso-Ferrari   | 1:57,071 |          |          | 18     |
| 19  | 24 | Timo Glock         | Virgin-Cosworth      | 1:59,728 |          |          | 19     |
| 20  | 18 | Jarno Trulli       | Lotus-Cosworth       | 1:59,852 |          |          | 20     |
| 21  | 19 | Heikki Kovalainen  | Lotus-Cosworth       | 2:00,313 |          |          | 21     |
| 22  | 25 | Lucas di Grassi    | Virgin-Cosworth      | 2:00,587 |          |          | 22     |
| 23  | 21 | Bruno Senna        | HRT-Cosworth         | 2:03,204 |          |          | 23     |
| 24  | 20 | Karun Čandok       | HRT-Cosworth         | 2:04,904 |          |          | 24     |

### Dirka
| Poz | Št | Dirkač             | Konstruktor          | Krogi | Čas/Odstop  | Št. m. | Toč |
| --- | -- | ------------------ | -------------------- | ----- | ----------- | ------ | --- |
| 1   | 8  | Fernando Alonso    | Ferrari              | 49    | 1:39:20,396 | 3      | 25  |
| 2   | 7  | Felipe Massa       | Ferrari              | 49    | +16,099     | 2      | 18  |
| 3   | 2  | Lewis Hamilton     | McLaren-Mercedes     | 49    | +23,182     | 4      | 15  |
| 4   | 5  | Sebastian Vettel   | Red Bull-Renault     | 49    | +38,799     | 1      | 12  |
| 5   | 4  | Nico Rosberg       | Mercedes             | 49    | +40,213     | 5      | 10  |
| 6   | 3  | Michael Schumacher | Mercedes             | 49    | +44,163     | 7      | 8   |
| 7   | 1  | Jenson Button      | McLaren-Mercedes     | 49    | +45,280     | 8      | 6   |
| 8   | 6  | Mark Webber        | Red Bull-Renault     | 49    | +46,360     | 6      | 4   |
| 9   | 15 | Vitantonio Liuzzi  | Force India-Mercedes | 49    | +53,008     | 12     | 2   |
| 10  | 9  | Rubens Barrichello | Williams-Cosworth    | 49    | +1:02,489   | 11     | 1   |
| 11  | 11 | Robert Kubica      | Renault              | 49    | +1:09,093   | 9      |     |
| 12  | 14 | Adrian Sutil       | Force India-Mercedes | 49    | +1:22,958   | 10     |     |
| 13  | 17 | Jaime Alguersuari  | Toro Rosso-Ferrari   | 49    | +1:32,656   | 18     |     |
| 14  | 10 | Nico Hülkenberg    | Williams-Cosworth    | 48    | +1 krog     | 13     |     |
| 15  | 19 | Heikki Kovalainen  | Lotus-Cosworth       | 47    | +2 kroga    | 21     |     |
| 16  | 16 | Sébastien Buemi    | Toro Rosso-Ferrari   | 46    | +3 krogi    | 15     |     |
| 17  | 18 | Jarno Trulli       | Lotus-Cosworth       | 46    | +3 krogi    | 20     |     |
| Ods | 22 | Pedro de la Rosa   | BMW Sauber-Ferrari   | 28    | Hidravlika  | 14     |     |
| Ods | 21 | Bruno Senna        | HRT-Cosworth         | 18    | Hidravlika  | 23     |     |
| Ods | 24 | Timo Glock         | Virgin-Cosworth      | 17    | Menjalnik   | 19     |     |
| Ods | 12 | Vitalij Petrov     | Renault              | 14    | Vzmetenje   | 17     |     |
| Ods | 23 | Kamui Kobajaši     | BMW Sauber-Ferrari   | 13    | Hidravlika  | 16     |     |
| Ods | 25 | Lucas di Grassi    | Virgin-Cosworth      | 2     | Menjalnik   | 22     |     |
| Ods | 20 | Karun Čandok       | HRT-Cosworth         | 1     | Trčenje     | 24     |     |